# Cymbidiella
Cymbidiella је род епифитих орхидеја из фамилије Orchidaceae. Овај род је пореклом из влажних шума Мадагаскара, са 3 признате врсте:.

## Врсте
- Cymbidiella falcigera (Rchb.f.) Garay, Orchid Digest 40: 192 (1976)
- Cymbidiella flabellata (Thouars) Rolfe, Orchid Rev. 26: 58 (1918)
- Cymbidiella pardalina (Rchb.f.) Garay, Orchid Digest 40: 192 (1976)